# Edward Emmot
Edward Emmot, niekiedy Emmout (ur. 1806, zm. 1 lutego 1893 we Lwowie) – oficer pochodzenia angielskiego, powstaniec listopadowy i styczniowy.

## Życiorys
Urodził się w 1806. Pochodził z Londynu. Był synem Anglika przybyłego do Warszawy, który tam wraz z bratem założył browar Haal & Emmot.
Brał udział w powstania listopadowego 1831 jako oficer 4 pułku ułanów. Odbył całą kampanię insurekcji. Po upadku powstania był internowany w Gdańsku przez władze pruskie. Osiadł w Romanowie u senatora Józefa Augusta Ilińskiego i tam dorobił się fortuny. Do 1863 był dzierżawcą Werchałowa w powiecie radomyskim. Za udział w organizacji powstania styczniowego 1863 został pozbawiony mienia i wydalony z Imperium Rosyjskiego, jako że był poddanym angielskim. Wraz z trojgiem dzieci osiadł we Lwowie. Od tego czasu cierpiał niedostatek. Do końca życia zamieszkiwał przy ulicy Korytnej.
Tam zmarł 1 lutego 1893 w wieku 87 lat. Został pochowany na Cmentarzu Łyczakowskim we Lwowie. Jego syn został urzędnikiem w Galicyjskim Banku Kredytowym. W maju 1880 zmarł we Lwowie w wieku 34 lat Zenon Emmot.